# Netteberge
Netteberge ist der Name einer Bauerschaft der Stadt Selm im nordrhein-westfälischen Kreis Unna. Sie bildet den nordwestlichen Teil des Ortsteils Cappenberg.

## Geographie
Netteberge grenzt im Süden an die Bauerschaft Hassel, im Südwesten und Westen an den Stadtteil Bork, im Norden an den Stadtteil Beifang und an die Bauerschaft Westerfelde, im Nordosten an die zum Nordkirchener Ortsteil Südkirchen gehörende Westerbauerschaft und im Osten an Cappenberg.
Die Grenze der Bauerschaft im Nordosten ist zugleich die Grenze der Gemeinde Nordkirchen im Kreis Coesfeld.

## Geschichte
Die Bauerschaft gehörte zum Dreingau.
Am 1. Januar 1975 wurden die ehemals zum Amt Bork gehörenden Gemeinden Selm und Bork im Zuge einer Gebietsreform zur neuen Gemeinde Selm zusammengeschlossen. Bis dahin bildete Netteberge den Nordosten der Gemeinde Bork.
Im Jahr 1987 hatte die Bauerschaft Netteberge insgesamt 517 Einwohner.

## Siedlungsschwerpunkt
Der Siedlungsschwerpunkt befindet sich im oberen Verlauf der Netteberger Straße.